# 三槍集團
三槍集團又稱上海三枪 (集团) 有限公司、三枪 (集团) 有限公司、上海三枪集团、三槍，是中華人民共和國上海市一家生產內衣的企業，旗下有三槍內衣。

## 历史
公司前身是上海针织九厂或上海第九针织厂，成立於1994年11月18日。創始人為上海针织九厂廠長蘇壽南。三槍品牌早在1937年就被上海针织九厂的前身使用。1999年1月6日，三槍被認定為中國馳名商標。2004年9月，三槍內衣獲得中國名牌產品稱號。
2014年10月，上海三枪集团正式与意大利知名品牌纳维凯尔（Navigare）签署战略合作协议，三枪集团获得纳维凯尔旗下成人及儿童内衣家居系列产品在中国大陆地区生产销售授权。2019年9月4日，三枪在2020纽约春夏时装周上参加内衣走秀。
2020年新冠疫情冲击武汉，2月9日，三枪集团获悉上海援鄂医疗队医护人员急缺一次性内裤后，当天决定捐赠4000条纯棉内裤与500套保暖内衣。4月，上海市浦东新区三枪工业城口罩生产车间加紧生产口罩。

## 外部連結
- 官方网站